# 天道オンライン
天道オンライン(Ten-do Online 韓国名:（천도온라인、The Way of Heaven)は、韓国のLIZARD interactive社が開発し、韓国・日本等で運営されているMMORPG。
日本では、株式会社ハイファイブ・エンターテインメントがサービスを行っている。

## 日本でのサービス状況
日本では、ハイファイブ・エンターテインメントがサービスを担当する。アイテム課金方式を取っており、公式ホームページでIDを取得するだけで、無料でプレイすることができる。

## 日本でのサービス履歴
- 2006年9月12日 チェックアップ（クローズドベータ）開始。
- 2006年9月19日 チェックアップ終了。
- 2006年9月25日 チェックアップ2nd（2次クローズドベータ）開始。
- 2006年10月2日 チェックアップ2nd終了。
- 2006年10月13日 ブラッシュアップ（オープンベータ）開始。
- 2006年11月7日 正式サービス開始。
- 2006年12月20日 国家戦（戦争）システム実装。
- 2007年2月21日 傭兵システム実装。
- 2007年7月21日 傭兵システム完全停止。
- 2007年8月9日 大型アップデート実施。宝貝アイテムの実装。公式ページ上で「戦番付」開始（国家戦時に獲得できる名声値によるランキング戦）。これに伴う名声値初期化。
- 2007年11月20日 霊獣実装（哮天犬）。
- 2008年2月26日 霊獣実装（鉄嘴鷹・黒麒麟）。
- 2008年6月10日 霊獣実装（五色神牛）。
- 2008年8月12日 大型アップデート実施。霊獣実装（四不象）。新宝貝、新秘技などの実装。
- 2008年12月22日 練武房システム実装。

## サーバ一覧
2008年現在、稼動している日本国内のサーバは1台。

- 封神

## 世界観
封神演義の世界が舞台となっており、プレイヤーは殷もしくは周のいずれかの国家に所属する。封神演義に登場するキャラクターやエピソード、宝貝アイテムなども登場する。一度は滅んだ殷がその末裔により再興し、周に攻撃を仕掛けたという後日談的な設定になっている。

### 城
朝歌城
殷のスタート地点。
西岐城
周のスタート地点。

### 五関門
氾水関
界牌関
穿雲関
潼関
臨潼関

## キャラクター
プレイキャラクターは以下に述べる8つの職業から選択する。それぞれに性別を選択することができ、また、5種類の髪型、顔を選択することができる。

### 刺客
斬刀客
近接攻撃主体の職種。
弓鬼
遠距離攻撃主体の職種。

### 戦士
魔戦士
近接攻撃と遠距離攻撃能力をもった総合職種。
金剛力士
近距離攻撃主体の職種。

### 術士
魔道士
魔法攻撃主体の職種。
道仙
遠距離攻撃と回復魔法をもった職種。

## ゲームシステム

### 基本操作

#### 移動
移動したい地点をクリックすれば移動できる。歩き、走りの2パターンの移動方法がある。
WASD走行が可能である。

#### 攻撃
攻撃対象のモンスターをクリックするとターゲットが定められ、更にもう一度クリックすると通常攻撃（剣、弓矢など）、スキルの対応ボタンを押すとスキル攻撃ができる。
TABキーで攻撃対象のモンスターを切り替える事が可能。Fキーで通常攻撃が可能。

### 転職
Lv.10以降になると「転職クエスト」の実施が可能となり、職種ごとにあるクエストを遂行するとより強力な職種に「転職」できる。Lv.10代以降に用いる技・スキルは、たとえ必要レベルに達していても転職後でないと使用できないものがほとんど。
- 刺客　→　斬刀客、弓鬼
- 戦士　→　魔戦士、金剛力士
- 術士　→　魔道士、道仙

### 霊獣
霊獣は所有者であるプレイヤーのパーティーメンバー的存在。所有者であるプレイヤーと霊獣は、戦闘時に敵に与えたダメージに応じて経験値を分配する。霊獣はプレイヤーから支援技術と回復技術を受けることができる（ただし、霊獣とプレイヤーのレベル差が40以上ある場合は受けることが不可能）。
- 哮天犬　-　2007/11/20実装
- 鉄嘴鷹　-　2008/2/26実装
- 黒麒麟　-　2008/2/26実装
- 五色神牛　-　2008/6/10実装
- 四不象　-　2008/8/12実装
- 鉄嘴神鷹　-　開発準備中

## 国家戦（戦争）
国家対国家（殷対周）による大規模戦争。天道オンラインの一番の醍醐味と言える。
各関門に一定時間ごとに「総督」と呼ばれるNPCがあらわれ、相手国家の「総督」が倒された時点で召集令が発動される。この召集令はサーバー内の全プレイヤーに対して発動されるもので、その時点で一部のマップには進入不可になり、モンスターも消えるため全プレイヤーが戦争に参加することになる。召集令発動から5分後に戦争が開始される。
戦争地域（マップ）は全11地域あり、攻撃側と守備側に分かれて戦う。各地域には攻撃側と守備側それぞれの勝利条件があり、攻撃側が条件を満たせば「占領」となり次のマップに進み、守備側が条件を満たした場合は「撃退」となり1つ前のマップへ戻る。
1時間が経過すると自動的に戦争終了となり、自国の占領地域が戦争開始前よりも先のマップに進んでいれば「勝利」、後ろのマップに戻っていれば「敗北」、戦争開始前と戦況が変わらなかった場合は「引き分け」となる。戦争が終了すると報償として経験値、名声値、門（ゲーム内通貨）を受け取ることが出来る。
天道の国家戦では戦争中に相手国家のプレイヤーに倒されても「名誉の戦死」として経験値が獲得できるため、低レベルのプレイヤーでも楽しめるようになっている。国家戦が一番白熱するため、国家戦が行われる時間にだけゲームにログインするプレイヤーも多い。
また、相手国家のプレイヤーを倒した際に獲得できる名声値によってプレイヤーが階級分けされ、上の階級になるほど強力な武器や防具を装備することが可能になる。この名声値によって日本公式ページでは「戦番付」というランキング戦も行われている。